# Aeroporto di Pečora
L'aeroporto di Pečora è un aeroporto militare situato a 5 km a sud-ovest di Pechora, nella regione Komi, nella Russia europea.

## Dati tecnici
L'aeroporto di Pečora è dotato attualmente di una pista attiva di classe C di 1,800 m х 40 m che permette il decollo/atterraggio dei seguenti tipi di aerei: Antonov An-2, Antonov An-12, Antonov An-24, Antonov An-26, Antonov An-30, Antonov An-74, Antonov An-124, Yakovlev Yak-40, Yakovlev Yak-42 nonché degli elicotteri Mil Mi-2, Mil Mi-6, Mil Mi-8.
Il peso massimo al decollo dalla pista aeroportuale è di 61 t.
L'Aeroporto di Pečora è aperto 24 ore al giorno.